# 山本かね子
山本 かね子（やまもと かねこ、1926年6月13日 - 2020年1月29日）は、昭和期から平成期の歌人。歌誌『沃野』編集・発行人を務めた。

## 経歴
新潟県妙高市赤倉生まれ。1937年から千葉県市川市に移り、国府台女子学院卒。戦後の1946年、「若草青年会」「青い鳥子供会」を作り、金子洋文を会長に発足した「児童文化普及会」に参加、主事として演劇活動などに従事する。1949年に日東化学工業に入社し、余暇に演劇活動を続け、総合芸術研究所で学ぶ。1951年、職場で「日東短歌会」に参加。歌誌『沃野』に入会し、植松寿樹に師事する。1959年、超結社の「新歌人会」に入会。
1963年、沃野賞受賞。1964年歌集『ものどらま』で新歌人会賞受賞。1984年「月読短歌会」発足。1986年歌集『月夜見』で第13回日本歌人クラブ賞受賞。1989年、府中市で短歌教室「槻の会」を発足し、指導者となる。1991年、『沃野』編集人に就任。2002年、富小路禎子の後任として『沃野』運営委員長兼発行人。2014年『山本かね子全歌集』で第5回日本歌人クラブ大賞受賞。2020年、老衰で死去。93歳。

## 著書
- 『ものどらま 歌集』 (沃野叢書) 沃野社, 1963
- 『風響り』(沃野叢書) 新星書房, 1972
- 『月夜見 歌集』(沃野叢書) 不識書院, 1985
- 『野草讃歌 歌集』(沃野叢書) 短歌新聞社, 1989
- 『華月懸命 歌集』(沃野叢書) 本阿弥書店, 1994
- 『残照の丘 山本かね子歌集』(現代女流短歌全集) 短歌新聞社, 1998
- 『涅槃西風 歌集』(沃野叢書) 角川書店, 2000
- 『花遊行 山本かね子歌集』(沃野叢書) 砂子屋書房, 2002
- 『山本かね子歌集』(現代短歌文庫) 砂子屋書房, 2003
- 『六花の章 歌集』(沃野叢書) ながらみ書房, 2005
- 『ひかりの坂 山本かね子歌集』(新現代歌人叢書) 短歌新聞社, 2009
- 『あけぼの杉一会 山本かね子歌集』(沃野叢書) 角川書店, 2010
- 『ひぐらしの森 歌集』(沃野叢書) 本阿弥書店, 2012
- 『山本かね子全歌集』(沃野叢書) 本阿弥書店, 2013
- 『風響り 山本かね子歌集』 (現代短歌社文庫) 現代短歌社, 2013